# بولهراد
بولهراد (Болград) هي مدينة في بيوغراد في مقاطعة أوديسكا في أوكرانيا.
يبلغ عدد سكانها حوالي 15671 نسمة.

## أعلام
- جورجي تودوروف
- يوري تكاشينكو
- بترو بوروشنكو